# Прокшино (Сокольский район)
Прокшино — деревня в Сокольском районе Вологодской области.
Входит в состав Биряковского сельского поселения, с точки зрения административно-территориального деления — в Биряковский сельсовет. Расположена к югу от автодороги А123.
Расстояние по автодороге до районного центра Сокола — 104 км, до центра муниципального образования Бирякова — 4 км. Ближайшие населённые пункты — Вотчино, Шибловка, Алексеево.
По переписи 2002 года население — 4 человека.